# Domnall mac Tigernáin Ua Ruairc
Domnall mac Tigernáin Ua Ruairc ou Domnall Ua Ruairc (mort en 1102) est roi de Connacht de 1098 à  1102 .

## Biographie
Domnall mac Tigernain Ua Ruairc appartient à une lignée aînée des Uí Briúin;  les Uí Briúin Bréifne. Il est le petit fils Ualgarg mac Niaill, lui même neveu d'Áed mac Airt Uallaig Ua Ruairc, un précédent roi de Connacht (1067-1087). 
En 1098 il succède à Flaithbertach Ua Flaithbertaig, mis à mort par Madadhan Ua Cuanne en « vengeance de l'aveuglement de Ruaidri » . Après un règne de quatre ans il est déposé par Ard ri Erenn Muirchertach Ua Briain qui intronise à sa place Domnall Ua Conchobair un fils de Ruaidri Ua Conchobair. le Annales notent qu'il est lui aussi tué par les « Hommes du Connacht » la même année,.
Il laisse deux filsː
- Donnchad Gilla Braite mort en 1125.
- Fergal mort en 1157.

## Sources
- Annales d'Ulster sur CELT: Corpus of Electronic Texts at University College Cork
- (en) Francis John Byrne, Irish Kings and High-Kings, Londres, Batsford, 1973 (ISBN 0-7134-5882-8)
- (en) T.W Moody, F.X. Martin et F.J. Byrne, A New History of Ireland IX Maps, Genealogies, Lists. A companion to Irish History part II, Oxford, Oxford University Press, 2011, 690 p. (ISBN 978-0-19-959306-4).
- (en) Bart Jaski, Genealogical tables of medieval Irish royal dynasties, Dublin, Four Courts Press, 2013 (ISBN 9781846824265), p. 154 Tableau-69 Ua Ruairc 10th-13th c.